# Albertslund

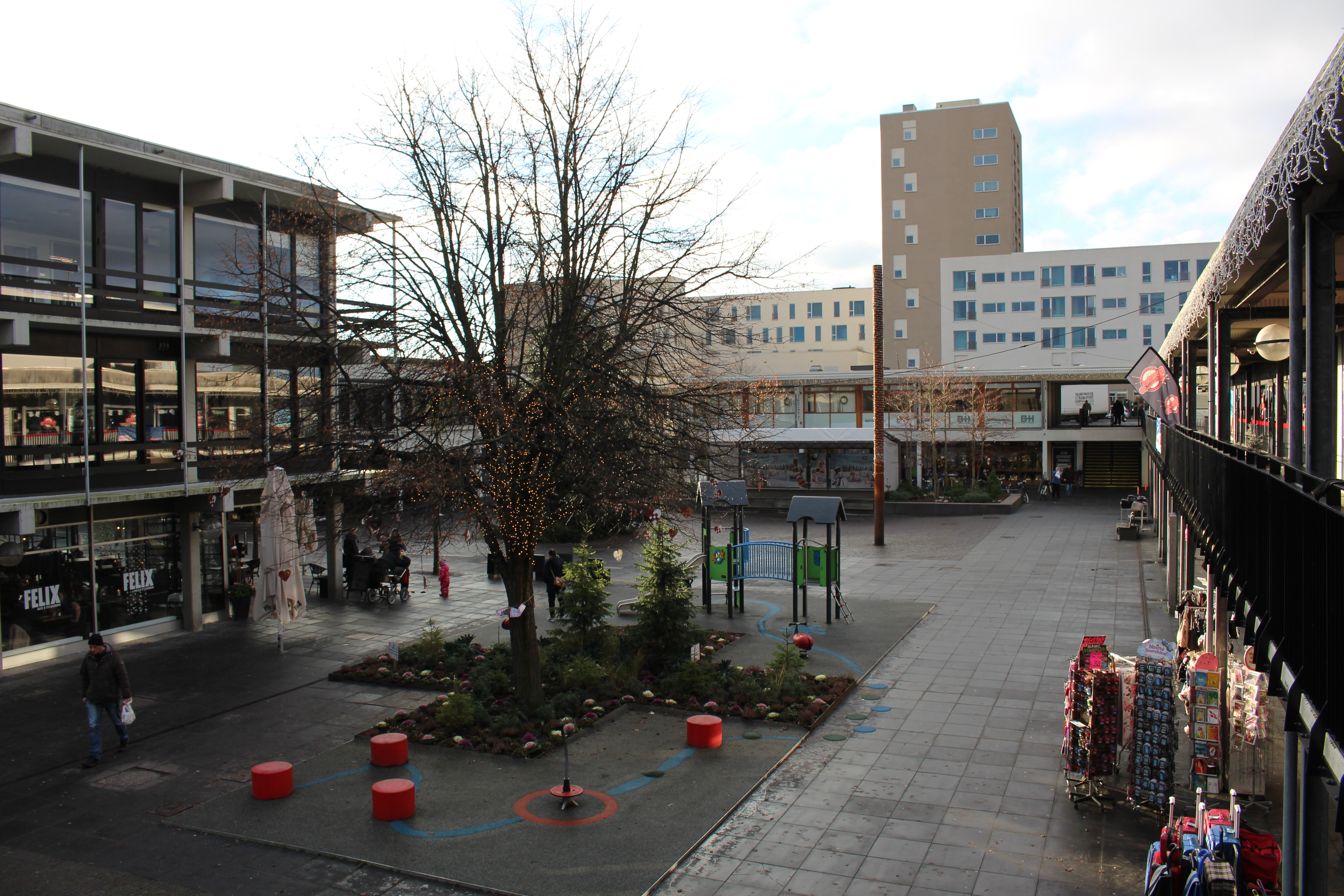
Albertslund Centrum

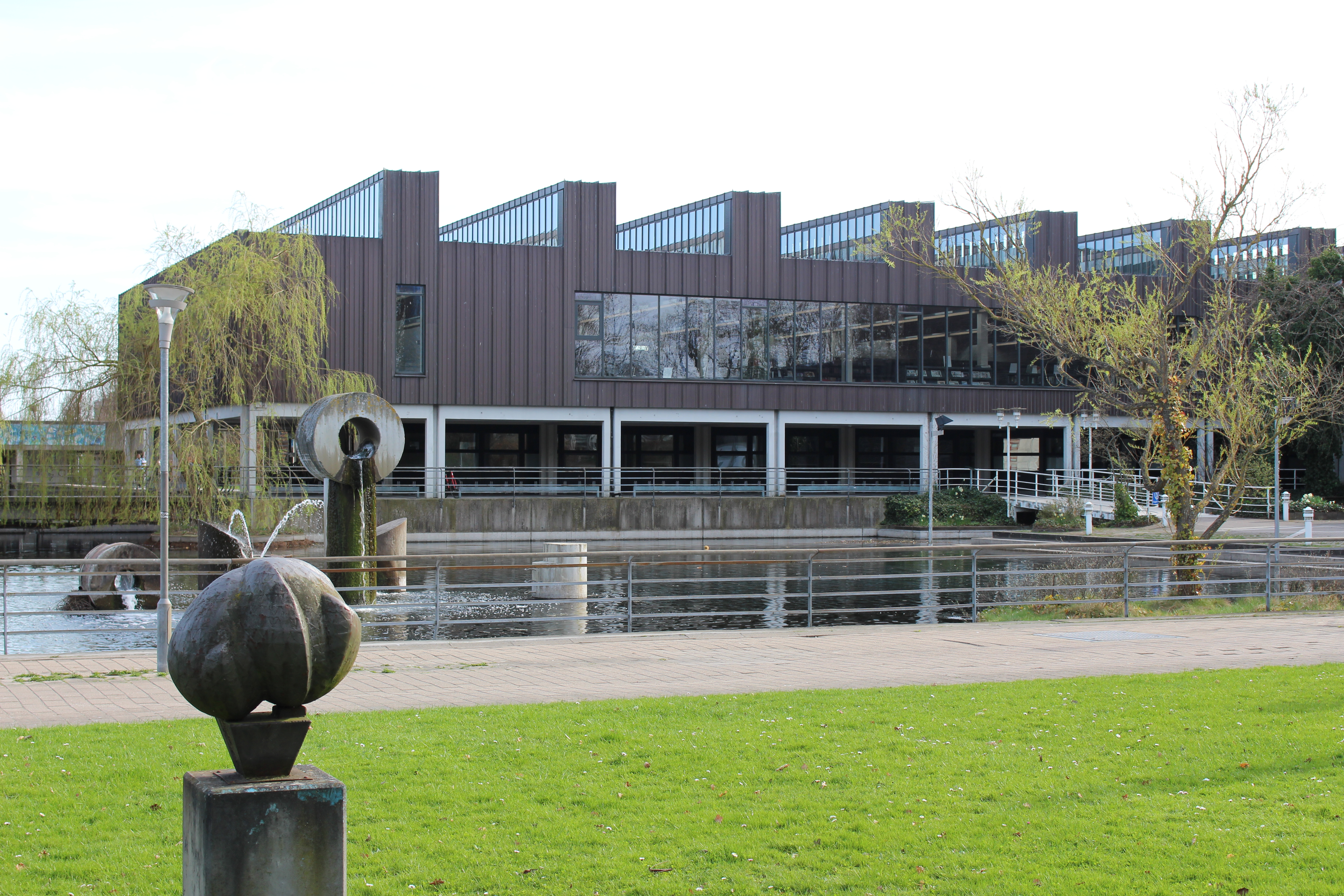
Biblioteca principală a suburbiei Albertslund

Albertslund este o suburbie a comunei Albertslund din zona metropolitană a Copenhagăi, capitala Danemarcei. Ea este situată la 15 kilometri (9,3 mi) vest de centrul orașului Copenhaga și are o populație de aproximativ 30.000 de locuitori. 
Albertslund este o localitate planificată sau un oraș nou construit în principal în anii 1960-1970. Suburbia este cunoscută pentru planificarea urbană experimentală și inovatoare și pentru integrarea apei și a spațiilor verzi în arhitectura urbană. 
Albertslund este conectat la sistemul de transport feroviar suburban din Copenhaga și are un centru comercial în aer liber numit Albertslund Centrum 
Albertslund este poreclit A-Town. 

## Legături externe
- Site-ul administrației locale